# Hennil

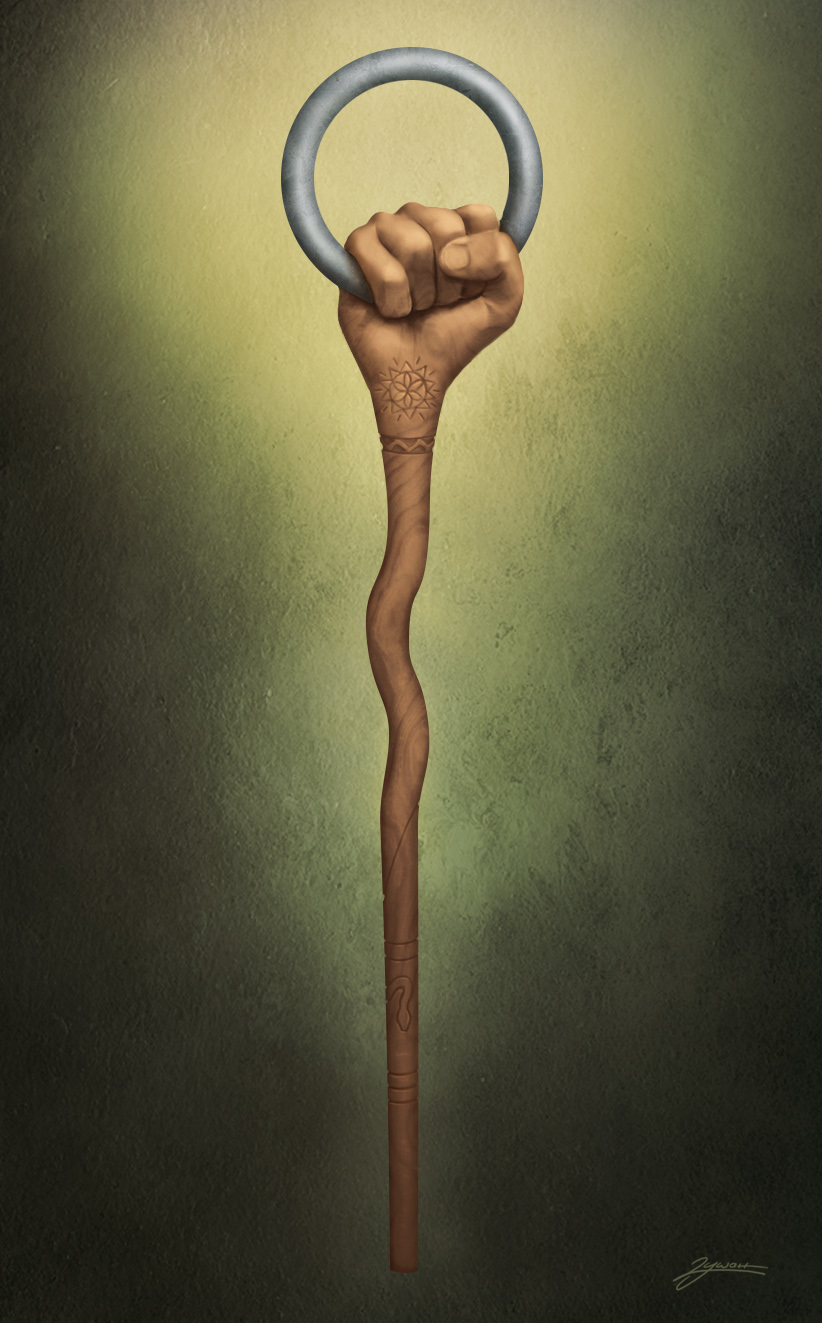
Współczesne wyobrażenie laski, Dušan Božić, 2021

Hennil lub Bendil – domniemany agrarny bóg słowiański czczony przez Słowian połabskich. Został on wymieniony przez biskupa Thietmara w jego Kronice, jako bóg, który reprezentowany był przez laskę zwieńczoną ręką trzymającą pierścień, co interpretowane jest jako symbol płodności. Nie ma jednak powszechnej zgody co do autentyczności bóstwa.

## Hennil
Bóg o imieniu Hennil pojawia się tylko w Kronice biskupa merseburskiego Thietmara. Opisuje on sytuację z 1017 r. w jego diecezji w miejscowości Sülfeld (łac. Silivellun), gdzie dom kobiety został zaatakowany przez demony. Następnie przy okazji wspomina o pogańskim obrzędzie:

Słyszałem również o pewnej lasce, na której wierzchołku znajdowała się ręka trzymająca żelazny pierścień. Laskę tę obnosił po wszystkich domach jeden pasterz ze wsi, w której się znajdowała, i z takim zwracał się do niej pozdrowieniem za każdym razem, kiedy przestępował próg domu: „Czuwaj, Hennilu, czuwaj!" — taką bowiem nazwę nosiła owa laska w gwarze wieśniaczej. I ucztowali potem ludzie w pełni rozkoszy, mniemając w swej głupocie, iż są bezpieczni pod opieką owej laski. Nie znali oni słów Dawida: „Bałwany pogańskie — robotą rąk ludzkich" itd. „Podobni do nich są czyniący je oraz wszyscy, którzy w nich ufność mają".

Autentyczność i natura boga są przedmiotem dyskusji. Teodor Narbut połączył ten teonim z litewskim bóstwem Goniglis wymienionym przez w XVI w. przez Macieja Stryjkowskiego, bóstwem pasterzy, którego imię wiązał ze słowem gonić. Adam Naruszewicz odczytał imię jako Honidło lub Gonidło i uznał go za boga strażników. Na tej podstawie Ignác Jan Hanuš, uznał, że Hennil był odpowiednikiem Goniglisa, bogiem pasterzy i wśród Czechów i Słowaków był rzekomo czczony jako Honidlo, Honilo, Gonidlo. Jacob Grimm w swoim Deutsche Mythologie połączył teonim z polskim słowem hejnał w znaczeniu ‘czerwone, poranne słońce’ oraz ‘pieśń dla wschodzącego słońca’.
Inni badacze sugerowali także, że Hennil mógł być bogiem niemieckim (saskim), np. Theodor Siebs uznał, że Hennil jest zdrobnieniem od Henno (-Odyna) – boga śmierci oraz budzącego się światła i wiosny. Za boga germańskiego uznał go także Henryk Łowmiański czy Władysław Dziewulski.
Współcześnie często uważa się, że Hennil jest pseudobóstwem – Thietmar miał uznać zwyczajny kij używany podczas rytuału jako bóstwo; często bywa pomijany w publikacjach naukowych. Aleksander Brückner wskazywał przede wszystkim, że około 1010 r. dźwięk h (inny od ch) nie istniał jeszcze w językach słowiańskich, odrzucał także łączenie go z litewskim Goniglisem i ze słowem hejnał, które jest zapożyczeniem z języka węgierskiego. Uznał on, że Hennil jest zwykłym imieniem niemieckim, a nie imieniem boga słowiańskiego czy niemieckiego. Leszek Moszyński proponował, by uznać słowo Hennil za zdrobnienie od staro-wysoko-niemieckiego heno "kogut", a kogut, który jest symbolem czujności, mógł znaleźć się w zaklęciu wymienionym przez Thietmara. Gerard Labuda uznał słowo to za efekt niezrozumienia powitania „hey-no!”. Istnieje także pogląd, że Hennil był fetyszem. Ostatecznie etymologii teonimu boga nie udało się ustalić.
Historyczności bóstwa broni Stanisław Rosik. Według niego uznanie Hennila za nazwę kostura używanego podczas rytuału jest problematyczne, ponieważ Thietmar regularnie łączył pojęcie „bóstwa” z pojęciem „idola”. Dodatkowo, w Starym Testamencie, opisy wyznawców bogów pogańskich wprost łączono z czczeniem drewna lub kija, stąd Thietmar mógł wiedzieć, że nie bóstw nie przedstawiano tylko antropomorficznie. Wskazuje on także na fakt, że Thietmar pisze o czczeniu przez Słowian „bogów domowych”, o czym pisze także Helmold 150 lat później, co może także sugerować, że Hennil był bogiem lokalnym, którego imię mogło wywodzić się od imienia przodka, co może powodować trudności w zrozumieniu nazwy.

## Bendil
Ważnego odkrycia dokonał filolog Uniwersytetu Madryckiego Juan Antonio Álvarez-Pedrosa Núñez. Jak wskazuje, zapis Hennil bazuje na oryginalnym rękopisie, gdyż mógł on być przynajmniej częściowo napisany przez samego Thietmara, jednak ostatecznie ma do ośmiu różnych autorów. Fragmenty tekstu, które nie zostały zapisane przez Thietmara, zawierają wiele błędów, co może być spowodowane tym, że były zapisywane przy pomocy dyktującego, a księga VII, która wymienia Hennila, jest jedną z tych części. Istnieje jednak drugi rękopis Kroniki spisany w klasztorze w Corvey, który jest młodszy, lecz nie musi być z tego powodu mniej wiarygodny. Álvarez-Pedrosa Núñez odkrył, że we fragmencie poświęconemu Hennilowi rękopis ten zawiera dwie różnice: zamiast dopełniacza a portitore zawiera on ab omnibus, co nadaje więcej sensu pozdrowieniu otrzymanemu przez bóstwo, a teonim zapisany jest jako Bendil .
Według Álvarez-Pedrosa Núñeza taki zapis teonimu rozwiązuje problem etymologii. Teonim Bendil wywodziłby się z regularnej ewolucji praindoeuropejskiego rdzenia *bʰendʰ- 'wiązać, łączyć', por. sanskryckie बन्धन, bandhana 'więź', starogreckie πεῖσμα peîsma 'lina', czy gockie 𐌱𐌹𐌽𐌳𐌰𐌽, bindan 'łączyć'. Co ważne, w słowniku pastoralnym języka litewskiego odnajduje on znaczeniowy odpowiednik: bandà 'stado, trzoda'. Teonim Bendil(o) zawierałby przyrostek -ilo występujący także w nazwie innego słowiańskiego boga, Jaryły. Rdzeń o znaczeniu 'łączyć', byłby typowy dla bóstw agrarnych, które chronią i gwarantują przysięgę, co potwierdza symbol w postaci laski z pierścieniem, i występuje on prawdopodobnie w słowie βέννος, vénnos oznaczającym 'płodność', 'zbiory', które znajduje się we frygijskim teonimie Ζεῦς Βέννιος, Zeûs Vénnios. Zaznacza jednak, że teonim ten nie ma odpowiedników wśród innych Słowian .